# 伊爾馬紅眼魚
伊爾馬紅眼魚（学名：Scardinius elmaliensis）为輻鰭魚綱鯉形目雅羅魚科的一個種，被IUCN列為瀕危保育類動物，分布於歐洲土耳其淡水流域，體長可達到14.3公分，棲息在湖泊和溪流底中層水域，生活習性不明。

## 扩展阅读
維基物種上的相關：伊爾馬紅眼魚
1. ↑  Freyhof, J. . The IUCN Red List of Threatened Species. 2014, 2014: e.T60987A19008820  [15 November 2021]. doi:10.2305/IUCN.UK.2014-1.RLTS.T60987A19008820.en .